# 에이리크 1세 블로됙스

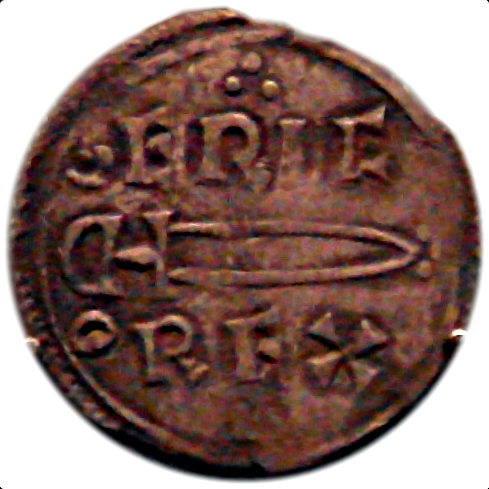
에이리크 1세 시대에 발행된 동전

에이리크 1세(노르웨이어: Eirik I, 885년경 ~ 954년경) 또는 에이리크 하랄손(고대 노르드어: Eiríkr Haraldsson, 노르웨이어: Eirik Haraldsson)은 10세기 노르웨이의 지배자이다. 하랄 1세의 아들이며 피도끼왕 에이리크(고대 노르드어: Eiríkr blóðøx 에이리크 블로됙스, 노르웨이어: Eirik Blodøks 에이리크 블로됙스[*])라는 별칭으로 부르기도 한다. 군느힐드 코눙가모디르가 아내이다.
노르웨이의 왕으로서 매우 짧은 시간(931년 ~ 933년) 재위하였으며, 그 뒤 노섬브리아 왕국으로 건너가 두 번(947년 ~ 948년, 952년 ~ 954년)이나 왕이 되었으나 그도 불과 1, 2년에 그치고 뱀브러의 오술프에게 배신당해 죽었다.
에이리크의 삶은 대부분 사가에 기록된 것을 기반으로 하고 있으며, 어디까지가 역사적 사실이고 어디까지가 신화 전설에 불과한지 구분하기 어렵다. 〈에길의 사가〉를 비롯한 아이슬란드 사가들에 주로 악역으로 묘사되는데, 이는 에이리크의 아버지 미발왕 하랄에게 추방당한 사람들이 아이슬란드인의 조상이 되었기 때문이다.
| 전임 하랄 1세 | 제2대 노르웨이 국왕 929년경 ~ 934년 | 후임 호콘 1세 |

| 전임 에드먼드 1세 | 제14대 요르비크 국왕 947년경 ~ 948년 | 후임 올라프 크바란 |

| 전임 올라프 크바란 | 제16대 요르비크 국왕 952년 ~ 954년 | 후임 애드레드 |